# Черны, Харальд
Харальд Черны  (нем. Harald Cerny; 13 сентября 1973, Вена) — австрийский футболист и футбольный тренер, полузащитник. В 2007 году завершил карьеру игрока.
В качестве игрока прежде всего известен выступлениями за клуб «Мюнхен 1860», в котором провел более десяти лет игровой карьеры, а также национальную сборную Австрии.

## Клубная карьера
Родился 13 сентября 1973 года в Вене. Воспитанник футбольной школы клуба «Адмира».
Во взрослом футболе дебютировал в 1990 за вторую команду «Баварии», в которой провел два сезона, приняв участие в 22 матчах чемпионата, после чего один сезон провел в основной команде, однако закрепиться в составе «красных» Харальд не сумел.
После неудачных выступлений в Германии, футболист вернулся на родину, где с 1993 по 1996 год играл в составе «Адмира-Ваккер» и «Тироля».
Летом 1996 года Черны снова вернулся в Мюнхен, но на этот раз перешёл в клуб «Мюнхен 1860», за который отыграл 11 сезонов. Несмотря на то, что по итогам сезона 2003/04 команда потеряла место в Бундеслиге, Харальд Черны остался верен команде и продолжил выступать в её составе во второй бундеслиге, пока не завершил профессиональную карьеру футболиста в 2007 году.

## Карьера в сборной
В марте 1993 года дебютировал в официальных матчах в составе национальной сборной Австрии в товарищеской игре против сборной Греции. В составе сборной был участником чемпионата мира 1998 года во Франции, сыграл там в двух из трех матчах сборной.
Всего за главную команду страны 47 матчей, забив 4 гола.

## Статистика

### Клубная

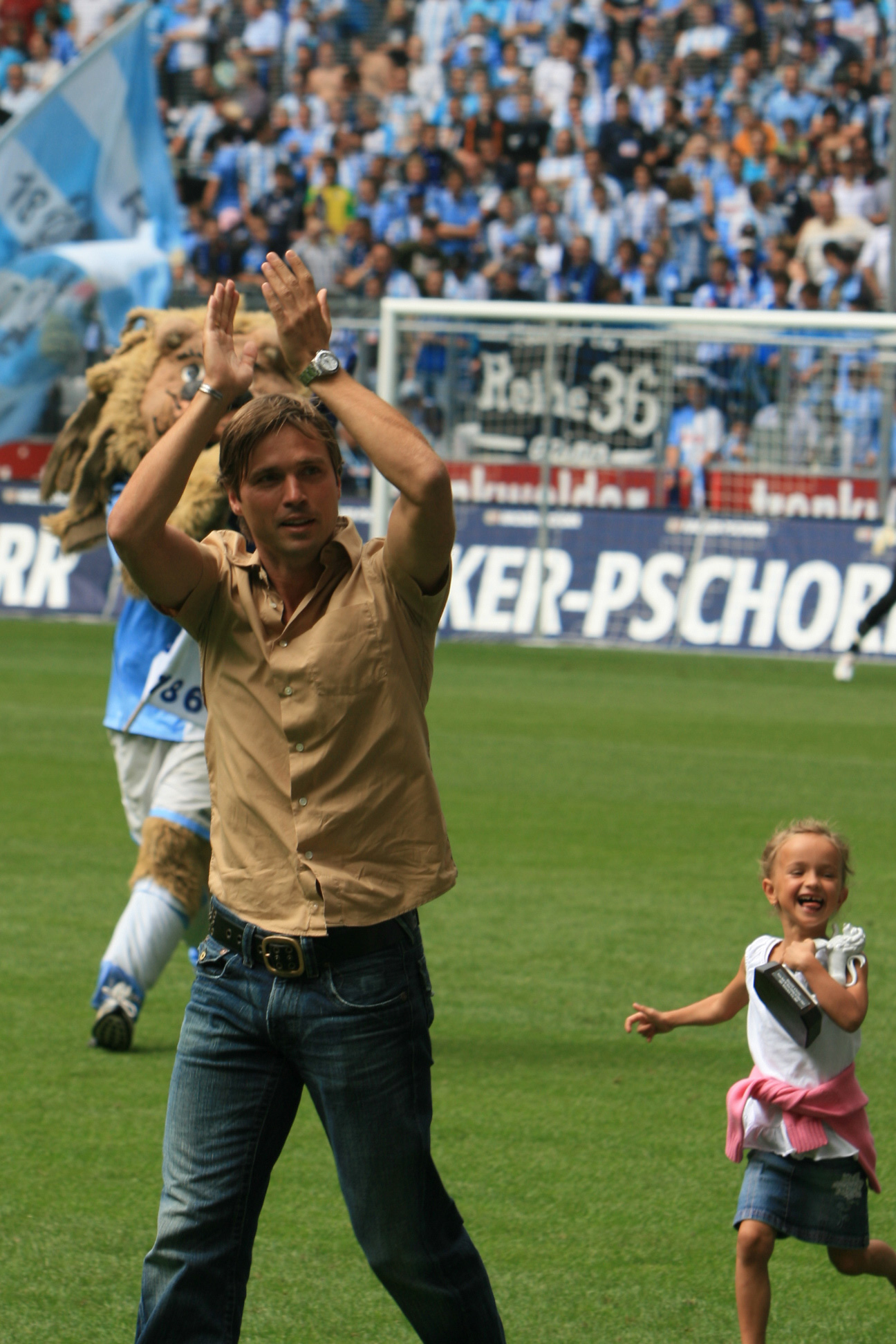
Харальд Черны в 2007 году на «Альянц Арене»

| Сезон   | Клуб          | Лига              | Матчей | Голы |
| ------- | ------------- | ----------------- | ------ | ---- |
| 1992/93 | Бавария       | Бундеслига        | 13     | 1    |
| 1993/94 | Бавария       | Бундеслига        | 3      | 0    |
| 1993/94 | Адмира        | Бундеслига        | 22     | 7    |
| 1994/95 | Тироль        | Бундеслига        | 34     | 8    |
| 1995/96 | Тироль        | Бундеслига        | 34     | 8    |
| 1995/96 | Мюнхен 1860   | Бундеслига        | 16     | 2    |
| 1996/97 | Мюнхен 1860   | Бундеслига        | 34     | 3    |
| 1997/98 | Мюнхен 1860   | Бундеслига        | 25     | 2    |
| 1998/99 | Мюнхен 1860   | Бундеслига        | 29     | 3    |
| 1999/00 | Мюнхен 1860   | Бундеслига        | 32     | 2    |
| 2000/01 | Мюнхен 1860   | Бундеслига        | 24     | 0    |
| 2001/02 | Мюнхен 1860   | Бундеслига        | 23     | 2    |
| 2002/03 | Мюнхен 1860   | Бундеслига        | 31     | 2    |
| 2003/04 | Мюнхен 1860   | Бундеслига        | 24     | 0    |
| 2004/05 | «Мюнхен 1860» | Вторая Бундеслига | 15     | 0    |
| 2005/06 | Мюнхен 1860   | Вторая Бундеслига | 10     | 2    |
| 2006/07 | Мюнхен 1860   | Вторая Бундеслига | 0      | 0    |

### Сборная
| Сборная Австрии | Сборная Австрии | Сборная Австрии |
| Год             | Матчи           | Голы            |
| --------------- | --------------- | --------------- |
| 1993            | 4               | 0               |
| 1994            | 6               | 0               |
| 1995            | 2               | 0               |
| 1996            | 1               | 0               |
| 1997            | 7               | 0               |
| 1998            | 8               | 3               |
| 1999            | 6               | 0               |
| 2000            | 4               | 0               |
| 2001            | 2               | 0               |
| 2002            | 4               | 0               |
| 2003            | 2               | 1               |
| 2004            | 1               | 0               |
| Итого           | 47              | 4               |

## Карьера тренера
Харальд начал тренерскую карьеру сразу же по завершении карьеры игрока, в 2007 году, войдя в тренерский штаб клуба «Мюнхен 1860».
С 2009 года входит в тренерский штаб клуба «Бавария», возглавляя молодежную команду.